# Mundo Compacto
O Mundo Compacto (Pocket Universe, no original), é um plano dimensional fictício dos quadrinhos da DC Comics. Ele apareceu primeiro em Action Comics #591 (Agosto 1987). Foi criado por John Byrne para primariamente explicar a existência de Superboy no pós-Crise.

## Origem
Após Crise nas Infinitas Terras, as Terras Paralelas nunca existiram, e foi estabelecido que só havia um Superman, e ele nunca foi Superboy. Mas como ficava a origem da Legião dos Super-heróis, que teve sua fundação inspirada nos feitos deste Superboy? O escritor John Byrne, no entanto, criou uma explicação plausível: O Superboy havia nascido no Mundo Compacto um universo criado pelo Senhor do Tempo, um inimigo da Legião dos Super-heróis. Ele criou este universo a partir de um instante do próprio tempo, tão pequeno que não poderia ser medido, mas contendo a cópia de estrelas e planetas do nosso universo. Toda vez que a Legião viajava no tempo para a época de Superboy, o Senhor do Tempo os enviava para o Mundo Compacto ao invés. Não se sabe ao certo PORQUE ele fez isso; devemos lembrar que o Sr. do Tempo é uma entidade do tempo que tem inteligência sobre-humana, e isto pode ter propósitos que nós humanos não entenderíamos. De qualquer modo, ele chantageou Superboy quando Superman descobriu o fato. O Senhor do Tempo criou uma máquina que permitia proteger o Mundo Compacto da antimatéria resultante da Crise nas Infinitas Terras. Ele chantageou Superboy a destruir Superman (coisa que ele poderia ter feito facilmente, já que os poderes de Superboy estavam em nível Pré-Crise, e podia erguer planetas, viajar no tempo, etc). Superboy, no entanto, apenas fingia que usava força total contra Superman: ele esperava que o Homem de Aço o derrotasse. Superman percebeu o plano, o que deu tempo a Legião de chegar e levar Superboy para a missão de derrotar o Senhor do Tempo (Superman ficou de fora). Na aventura, a máquina que permitia proteger o Mundo Compacto da antimatéria foi destruída, e Superboy morreu mantendo aquele universo coeso.

## Supergirl (Matriz)
Supergirl foi uma criatura artificial criada pelo Lex Luthor daquele mundo, que era bondoso. Este Luthor usou DNA de Lana Lang do Mundo Compacto junto a uma substância chamada protomatéria. Esta Lana havia morrido devido a destruição provocada por 3 criminosos kryptonianos que Luthor ingenuamente libertou da Zona Fantasma (o nível de poder dos Kryptonianos era Pré-Crise). Como ninguém tinha os poderes necessários para detê-los, o Lex Luthor daquele mundo, um nobre cientista, criou uma forma de vida de protomatéria, A Matriz, usando o material genético de Lana Lang, na esperança de criar um ser capaz de deter os três criminosos.
Matriz tinha capacidade de mudar de forma, podia ficar invisível, voar, era superforte e possuía poderes telecinéticos. Percebendo que não poderia lidar com os criminosos sozinha, ela veio ao nosso universo pedir ajuda ao Superman. Ao chegar lá, o Super descobriu que Jonathan Kent e Martha Kent daquela dimensão haviam morrido de desgosto pela morte de Superboy. Também soube que os 3 supercriminosos de Krypton do Mundo Compacto (General Zod, Quex-Ul e Zaora), mataram toda a população da Terra do Mundo Compacto, e somente Bruce Wayne, Hal Jordan e Oliver Queen daquela Terra sobreviveram dentro duma abóbada ao redor de Smallville (os 3 supercriminosos também haviam destruído a atmosfera daquele mundo, e nenhum ser humano poderia viver fora da abóbada). Na batalha que segue, Luthor e Pete Ross morrem, Matriz é gravemente ferida, mas Superman consegue usar kryptonita dourada para remover os poderes dos kryptonianos (kryptonianos só são afetados por kryptonita de suas dimensões natais). Os kryptonianos juraram que poderiam reaver seus poderes, posteriormente. Superman então enfrentou o dilema; se deixasse-os lá, eles poderiam morrer devido a falta de atmosfera e recursos essenciais. Se os levasse ao nosso mundo, eles não poderiam ser presos, dado que nenhuma autoridade da Terra tinha jurisdição sobre crimes cometidos em outra dimensão; somente uma do próprio Mundo Compacto, cuja população estava toda morta. Ademais, a visão de imaginar os 3 kryptonianos recuperando seus poderes e tornando o mundo um inferno assustava Superman. O homem de aço juntou então numa caixa as kryptonitas verde, dourada, branca e vermelha do Mundo Compacto, e matou os 3 kryptonianos.
Matriz ficou muito ferida na batalha, e Superman a trouxe para o nosso mundo e aqui ela se recuperou na fazenda dos Kent. Ela então adotou a identidade de Supergirl.
Essa Super-Moça chegou a se apaixonar por Lex Luthor do nosso mundo, acreditando que o mesmo fosse bondoso assim como o Luthor do Mundo Compacto, e a ter um relacionamento com ele, e por muitos anos foi sua aliada.